# シャルル・ルルー
シャルル・エドゥアール・ガブリエル・ルルー（Charles Edouard Gabriel Leroux、1851年（嘉永4年）9月13日 - 1926年（大正15年）7月4日）は、フランス生まれの音楽家、作曲家、フランス陸軍大尉。勲四等瑞宝章、勲五等旭日章、レジオン・ド=ヌール(シュバリエ)勲章。軍楽の指導を通じて日本への近代音楽の普及発展に貢献した。その作品『扶桑歌』、『抜刀隊』の二つを編曲した『陸軍分列行進曲』は、現在も陸上自衛隊及び日本警察の観閲式などで行進曲として使用されている。

## 経歴
1851年、パリの高級家具業を営む裕福な家庭に誕生し、幼少より音楽を学ぶ。1870年、パリ音楽院に入ってピアノを専攻。アントワーヌ・マルモンテルに師事する。
1872年に召集され陸軍に入り、歩兵第62連隊に配属される。翌年に連隊軍楽兵となる。1875年に歩兵第78連隊に転属し、副軍楽隊長に就任、1879年に同連隊軍楽隊長に昇進し、吹奏楽やピアノの作・編曲が出版された。
1884年（明治17年）、第3次フランス軍事顧問団の一員として来日した。前任のギュスターブ・シャルル・ダグロン (Gustave Charles Desire Dagron) の後を受けて、草創期の日本陸軍軍楽隊の指導にあたり、『扶桑歌』『抜刀隊』などを作曲した。
1886年（明治19年）に勲五等旭日章を受けた。1889年（明治22年）に帰国し、リヨンの歩兵第98連隊軍楽隊長に任ぜられた。1897年、オフィシェ・ダアカデミー章を受けた。1899年、一等楽長（大尉相当）となった。1900年にはレジオン・ド=ヌール(シュバリエ)勲章を受けた。1906年、フランス陸軍を退役し、モンソー・レ・ミーヌに住んだ。同地炭鉱街の吹奏楽団の指導などに携わった。
1910年（明治43年）、「日本の古典音楽 La musique classique japonaise」と題してフランス初の日本音楽研究の論文を発表した。同年、勲四等瑞宝章を受けた。
最晩年はヴェルサイユ市に住み、1926年7月4日、同市マジェンタ街の自宅で死去した。74歳。

## 功績
『陸軍分列行進曲』の作曲および提供者であり、黎明期の大日本帝国陸軍の軍楽隊が伝統的な軍楽隊の標準様式としての西洋音楽を導入することに貢献した。『陸軍分列行進曲』は、1886年（明治19年）に初演され、陸上自衛隊においても『観兵式分列行進曲』として式典等において演奏されている。
軍楽隊員に試験を行い、「教育軍楽隊」という中核要員を編制するとともに、教則本にもとづく楽器奏法、音楽理論、ソルフェージュなどの基礎教育を徹底的に行い、「軍楽隊規則」を定めて軍楽隊を統制した。
こうした思い切った改革により陸軍軍楽隊は急速に技術を向上し、ルルーが着任した翌年に鹿鳴館で「抜刀隊」「扶桑歌」の2曲を発表するまでとなった。更に2年後には、日本陸軍は近衛・大阪と軍楽基本隊の3個軍楽隊（いずれもフランス陸軍と同じく本格的な50人編制）を有するに至った。
軍楽隊の指導にとどまらず、日本の音楽のために精力的に活動した。1887年（明治20年）には鹿鳴館に本部をおき、伊沢修二、鍋島直大侯爵、帝国大学教授、フランツ・エッケルト、ギヨーム・ソーヴレー、東京音楽学校、陸軍軍楽隊、海軍軍楽隊、式部職伶人の代表者らと「日本音楽会」を結成、これに指揮者として参加し、名声をあげた。
ルルーは音楽取調掛や雅楽稽古所とも交流して日本音楽を研究し、作曲を残している。
軍楽を端緒として西洋音楽そのものを日本に普及した功績は極めて大きく、また、フランス帰国後積極的に日本の雅楽などの紹介に努めた。
論文「日本の古典音楽 La musique classique japonaise」では、催馬楽・神楽等の日本の音楽の楽理を中国の古典音楽を参照しつつ考究し、宮・商・角、あるいは変・嬰といった古式の日本音階をすべて西洋の五線譜の記法にマッピングするとともに、東洋音階と西洋音階を通意する回転ディスク型の音階換算具を紹介している。また催馬楽「席田（むしろだ）」、神楽「千歳（せんざい）」などの日本の古式譜を西洋式の五線譜に翻記して採譜し、紹介している。これらは世界的にも初めての試みであった。
このような西洋と日本を結ぶ「音楽大使」としての重要な役割を音楽の学理的研究を通じて果たした功績は非常に大きい。
また、「君が代」の編曲にも関与している。

## 作品
日本においてもっとも知られている「扶桑歌」「抜刀隊」「陸軍分列行進曲」以外にも生涯を通じて極めて数多くの作曲・編曲を残しており、フランスで多数出版されている。
- "LES SAISONS" SUITE DE VALSES POUR PIANO A 4 MAINS(『四季』ワルツ組曲・ピアノ連弾曲)1881年（明治14年）
- "GRANDE FANTAISIE SUR LES MOUSQUETAIRE AU COUVENT" POUR MUSIQUE MILITAIRE(『グランド・ファンタジー　僧院の近衛騎兵』)1881年（明治14年）
- "PETITE MOUS'ME"POLKA POUR PIANO(『少女』(『小娘』とも))1886年（明治19年）
- "AIRS JAPONAIS ET CHINOIS"POUR PIANO, 1/2/3 SERIE(『ピアノのための日本及び中国の歌』ピアノ独奏曲第1～4集)1888年（明治21年）
- "KYMIGHAYO"AIR NATIONAL JAPONAIS(『君が代』日本国歌編曲)1888年（明治21年）

このほかにも多くの作品がある。

### 作風等
作風は平易かつ優雅であり、フランス古典音楽の伝統にのっとった堅実なものである。長年ブラスバンドを指揮してきた手腕は、編曲において各楽器の持ち味を存分に引き出しているところなどに遺憾なく発揮されている。

## その他の事項
- 軍楽長（少尉相当官）のルルーを望んだのは、時の陸軍卿大山巌であったと言われ、また他説には、ルルーは前任のダグロンに推挙されたのだともいわれているが、はっきりしていない[6]。
- 前任者ダグロンが日本を離れてからルルーが着任するまでには1年半程度の空白があった[7]。ダグロンはいわば「現場上がりのミュージシャン」であり、日本陸軍全体の軍楽を任せるにはいささか力量に問題があった[注釈 4]。それに対し、ルルーは日本陸軍が初めて迎えた「純正な音楽大学出身の専門家」であり、相当な期待をもって迎えられた。
- 日本滞在中、雅楽等の日本の古典音楽を研究するのみならず、琴・三味線を鑑賞し、実際に購入して稽古もしたという[注釈 5]。日本の音楽を追求することにより、ひいては日本そのものを理解しようとしたものと思われる。[要出典]

### ルルーの人柄
ルルーは、「性質剛毅果断にして武士的典型を備えし稀に見る高潔の士」 であったという。
人柄を伝える逸話として次のものが残る。ルルーが帝国陸軍の雇を解かれて帰国する折、軍楽長四元少尉以下に対して「余が諸君に音楽の教授を試み今日の良結果を見るに至ったのは畢竟前任教師其の人の蒔いた教育が発達したもので、数字をも知らない者に分数教授を解くのは何等の益のないのみか、空しく貴重な時間を消費するに過ぎない。然るに諸君は方(ま)さに其の域に進んでゐたので余が不束なる教授も、克く今日の好結果を致した。（中略）四元軍楽長に望む処のものは君が往時フェントン並ダクロン等に教授された処を維持された如く、余が教授したことによって楽手諸君をして将来を維持せられんことを」
と訓示したという。

### ルルーの報告書について
ルルーは帰国時、8ヶ月もの任期を残したまま日本陸軍の雇を解かれている。帰国後、1889年（明治22年）に、ルルーが仏陸軍省に提出した報告書には、
「日本人は決してよい音楽家ではないと断言できます。まずその天性が音楽に向いておらず、さらに音楽上でより重大なことは音感を欠いており、楽譜に誤りがあっても見分けることができず、それを修正することは不可能で、音楽においても、他の事柄同様に模倣者であります。あいにくこの技術は形式だけで成立しておらず、すべてを模倣することは不可能です。」 等と、当時の軍楽隊、ひいては日本人の音楽性に関する失望とすらとれる相当手厳しい批評が述べられている。
しかし一方で、陸軍退役直前フランスに留学してきた教え子の永井建子を手厚く遇したことや、また、その後の著作「日本の古典音楽 La musique classique japonaise」における日本の古典音楽への透徹した分析ぶりには、草創期の稚拙な陸軍軍楽隊、ひいては明治維新間もない幼い日本帝国に対する、父性にも類する真情からの愛が見て取れる。陸軍退役後、日本の軍楽隊がロンドンの博覧会に招かれて演奏を行い好評を得たことを聞き及んで、その成長を強く喜ぶ書簡が残されている。